# Bassleader
Bassleader est un événement belge de techno hardcore, organisé pour la première fois en 2006 par la société événementielle Bass Events, et arrêté en 2015.

## Histoire
La première édition de l'événement se déroule en 2005 à une fréquence annuelle au Discotheek Highstreet. Le concept Bassleader organise ses soirées en différentes zones, totalisant jusqu'à une cinquantaine de DJ. L'édition 2006 est organisée au Flanders Expo de Gand. Le 1er novembre 2014, Bassleader s'exporte au palais des sports d'Anvers. La dernière édition a lieu le 7 novembre 2015.

## Hymnes et produits dérivés
L'hymne de l'édition 2006 est réalisé par DJ Coone, celui de 2007 est l'œuvre de Binum, et en 2008 Bass Events demande deux hymnes, l'un aux sonorités hardstyle par Noisecontrollers et l'autre aux sonorités jumpstyle par Ronald V & Chicago Zone.
Chaque année, la tenue de l'événement est accompagnée par la sortie d'une compilation, rassemblant certains des morceaux joués lors de l'événement en plus des hymnes. En 2008, il s'agit d'un triple album ; le premier CD est un mix jumpstyle et tekstyle du DJ français Chicago Zone, le deuxième un mix hardstyle des Noisecontrollers et le troisième un mix hardcore de Korsakoff. Pour son édition finale de 2015, le festival publie une dernière compilation Bassleader 2015.

## Programmations
| Date              | Lieu                               | Programmation |
| ----------------- | ---------------------------------- | --- |
| 18 février 2005   | Discotheek Highstreet, Hoogstraten | Bobby V, Brennan Heart, Coone, Dark-E, Francois, Super Marco May, Yves |
| 27 mai 2005       | Discotheek Highstreet, Hoogstraten | Coone, Dark-E, Felix Project, Luna, Mark with a K, The Prophet |
| 24 mai 2006       | Flanders Expo, Gand                | 3 scènes |
| 16 mai 2007       | Flanders Expo, Gand                | 6 scènes |
| 10 mai 2008       | Flanders Expo, Gand                | 5 scènes |
| 4 avril 2009      | Flanders Expo, Gand                | 4 scènes |
| 15 mai 2010       | Flanders Expo, Gand                | 4 scènes |
| 14 mai 2011       | Flanders Expo, Gand                | 4 scènes |
| 12 mai 2012       | Flanders Expo, Gand                | 4 scènes |
| 4 mai 2013,       | Flanders Expo, Gand                | 5 scènes |
| 1er novembre 2014 | Palais des sports, Anvers          | Akyra, Lowriderz, Demoniak, Live: Lords of Tek, MC Toxicalz, Dark-E, Playboyz, D-Block & S-te-Fan, MC Chucky, Da Tweekaz, Frontliner, Brennan Heart, MC Chucky, Hard Driver, Zatox, Digital Punk, Live : B-Front, MC DL, AniMe, DJ Mad Dog, Partyraiser, MC Jeff.          |
| 7 novembre 2015   | Palais des sports, Anvers          | Lowriderz, Dr. Rude, MC Chucky, Radium, Mark with a K, Josh & Wesz, Live: Donkey Rollers, MC: DV8, Live: Noisecontrollers, Psyko Punkz, Coone, Max Enforcer, MC: V, Hard Driver, Zatox, Live: Frequencerz, E-Force, MC DL, Nosferatu, Miss K8, Live : DJ Mad Dog, MC Jeff. |